# Cystisoma latipes
Cystisoma latipes är en kräftdjursart som först beskrevs av Knud Hensch Stephensen 1918.  Cystisoma latipes ingår i släktet Cystisoma och familjen Cystisomatidae. Inga underarter finns listade i Catalogue of Life.